# Nicoletta di Lorena
Nicoletta di Lorena (Nancy, 3 ottobre 1608 – Parigi, 20 febbraio 1657) fu una duchessa di Lorena.

## Biografia
Era figlia del duca Enrico I di Lorena e di Margherita Gonzaga.
Oltre ad essere imparentata con la casa reale francese, Nicoletta vantava vincoli di parentela con i Gonzaga e i Medici. Sua madre infatti era figlia del duca Vincenzo I Gonzaga e di Eleonora de' Medici, figlia del Granduca di Toscana Francesco I de' Medici.
Essendo lei e la sorella Claudia l'unica prole legittima del duca Enrico, vennero destinate a sposare i cugini ossia i figli del fratello minore di Enrico Francesco II di Lorena, il quale ereditò il ducato alla sua morte.
Sposo di Nicoletta fu l'erede al ducato Carlo. Le nozze vennero celebrate a Nancy il 23 ottobre 1621.
Dopo quattordici anni di matrimonio però Nicoletta non riuscì a dare alcun erede al marito. Carlo allora decise di divorziare da lei per sposare la sua amante Béatrice de Cusance che gli diede tre figli. Questo secondo matrimonio venne però annullato dalla chiesa che non riconobbe la legittimità del divorzio.

## Ascendenza
|                                 |                       |                                   | Genitori                              |  |  | Nonni |  |  | Bisnonni                 |  |  | Trisnonni             |  |
|                                 |                       |                                   |                                       |  |  |       |  |  | 8. Francesco I di Lorena |  |  | 16. Antonio di Lorena |  |
|                                 |                       |                                   |                                       |  |  |       |  |  | 8. Francesco I di Lorena |  |  | 16. Antonio di Lorena |  |
|                                 |                       | 17. Renata di Borbone-Montpensier |                                       |  |  |       |  |  | 8. Francesco I di Lorena |  |  |                       |  |
| 4. Carlo III di Lorena          |                       |                                   |                                       |  |  |       |  |  | 8. Francesco I di Lorena |  |  |                       |  |
|                                 |                       | 9. Cristina di Danimarca          | 18. Cristiano II di Danimarca         |  |  |       |  |  |                          |  |  |                       |  |
|                                 |                       | 9. Cristina di Danimarca          | 18. Cristiano II di Danimarca         |  |  |       |  |  |                          |  |  |                       |  |
|                                 |                       | 9. Cristina di Danimarca          | 19. Isabella d'Asburgo                |  |  |       |  |  |                          |  |  |                       |  |
| 2. Enrico II di Lorena          |                       | 9. Cristina di Danimarca          |                                       |  |  |       |  |  |                          |  |  |                       |  |
|                                 |                       | 10. Enrico II di Francia          | 20. Francesco I di Francia            |  |  |       |  |  |                          |  |  |                       |  |
|                                 |                       | 10. Enrico II di Francia          | 20. Francesco I di Francia            |  |  |       |  |  |                          |  |  |                       |  |
|                                 |                       | 10. Enrico II di Francia          | 21. Claudia di Francia                |  |  |       |  |  |                          |  |  |                       |  |
| 5. Claudia di Valois            |                       | 10. Enrico II di Francia          |                                       |  |  |       |  |  |                          |  |  |                       |  |
|                                 |                       | 11. Caterina de' Medici           | 22. Lorenzo de' Medici duca di Urbino |  |  |       |  |  |                          |  |  |                       |  |
|                                 |                       | 11. Caterina de' Medici           | 22. Lorenzo de' Medici duca di Urbino |  |  |       |  |  |                          |  |  |                       |  |
|                                 |                       | 11. Caterina de' Medici           | 23. Maddalena de La Tour d'Auvergne   |  |  |       |  |  |                          |  |  |                       |  |
| 1. Nicoletta di Lorena          |                       | 11. Caterina de' Medici           |                                       |  |  |       |  |  |                          |  |  |                       |  |
|                                 | 12. Guglielmo Gonzaga | 24. Federico II Gonzaga           |                                       |  |  |       |  |  |                          |  |  |                       |  |
|                                 | 12. Guglielmo Gonzaga | 24. Federico II Gonzaga           |                                       |  |  |       |  |  |                          |  |  |                       |  |
|                                 | 12. Guglielmo Gonzaga | 25. Margherita Paleologa          |                                       |  |  |       |  |  |                          |  |  |                       |  |
| 6. Vincenzo I Gonzaga           | 12. Guglielmo Gonzaga |                                   |                                       |  |  |       |  |  |                          |  |  |                       |  |
|                                 |                       | 13. Eleonora d'Austria            | 26. Ferdinando I d'Asburgo            |  |  |       |  |  |                          |  |  |                       |  |
|                                 |                       | 13. Eleonora d'Austria            | 26. Ferdinando I d'Asburgo            |  |  |       |  |  |                          |  |  |                       |  |
|                                 |                       | 13. Eleonora d'Austria            | 27. Anna Jagellone                    |  |  |       |  |  |                          |  |  |                       |  |
| 3. Margherita Gonzaga di Lorena |                       | 13. Eleonora d'Austria            |                                       |  |  |       |  |  |                          |  |  |                       |  |
|                                 |                       | 14. Francesco I de' Medici        | 28. Cosimo I de' Medici               |  |  |       |  |  |                          |  |  |                       |  |
|                                 |                       | 14. Francesco I de' Medici        | 28. Cosimo I de' Medici               |  |  |       |  |  |                          |  |  |                       |  |
|                                 |                       | 14. Francesco I de' Medici        | 29. Eleonora di Toledo                |  |  |       |  |  |                          |  |  |                       |  |
| 7. Eleonora de' Medici          |                       | 14. Francesco I de' Medici        |                                       |  |  |       |  |  |                          |  |  |                       |  |
|                                 |                       | 15. Giovanna d'Austria            | 30. Ferdinando I d'Asburgo (= 26)     |  |  |       |  |  |                          |  |  |                       |  |
|                                 |                       | 15. Giovanna d'Austria            | 30. Ferdinando I d'Asburgo (= 26)     |  |  |       |  |  |                          |  |  |                       |  |
|                                 |                       | 15. Giovanna d'Austria            | 31. Anna Jagellone (= 27)             |  |  |       |  |  |                          |  |  |                       |  |
|                                 |                       | 15. Giovanna d'Austria            |                                       |  |  |       |  |  |                          |  |  |                       |  |